# Нойнкірхен (Вестервальд)
Нойнкірхен (нім. Neunkirchen) — громада в Німеччині, розташована в землі Рейнланд-Пфальц. Входить до складу району Вестервальд. Складова частина об'єднання громад Реннерод.
Площа — 6,61 км2. Населення становить 536 ос. (станом на 31 грудня 2020).